# Mesquita de Mihrimah Sultan (Üsküdar)

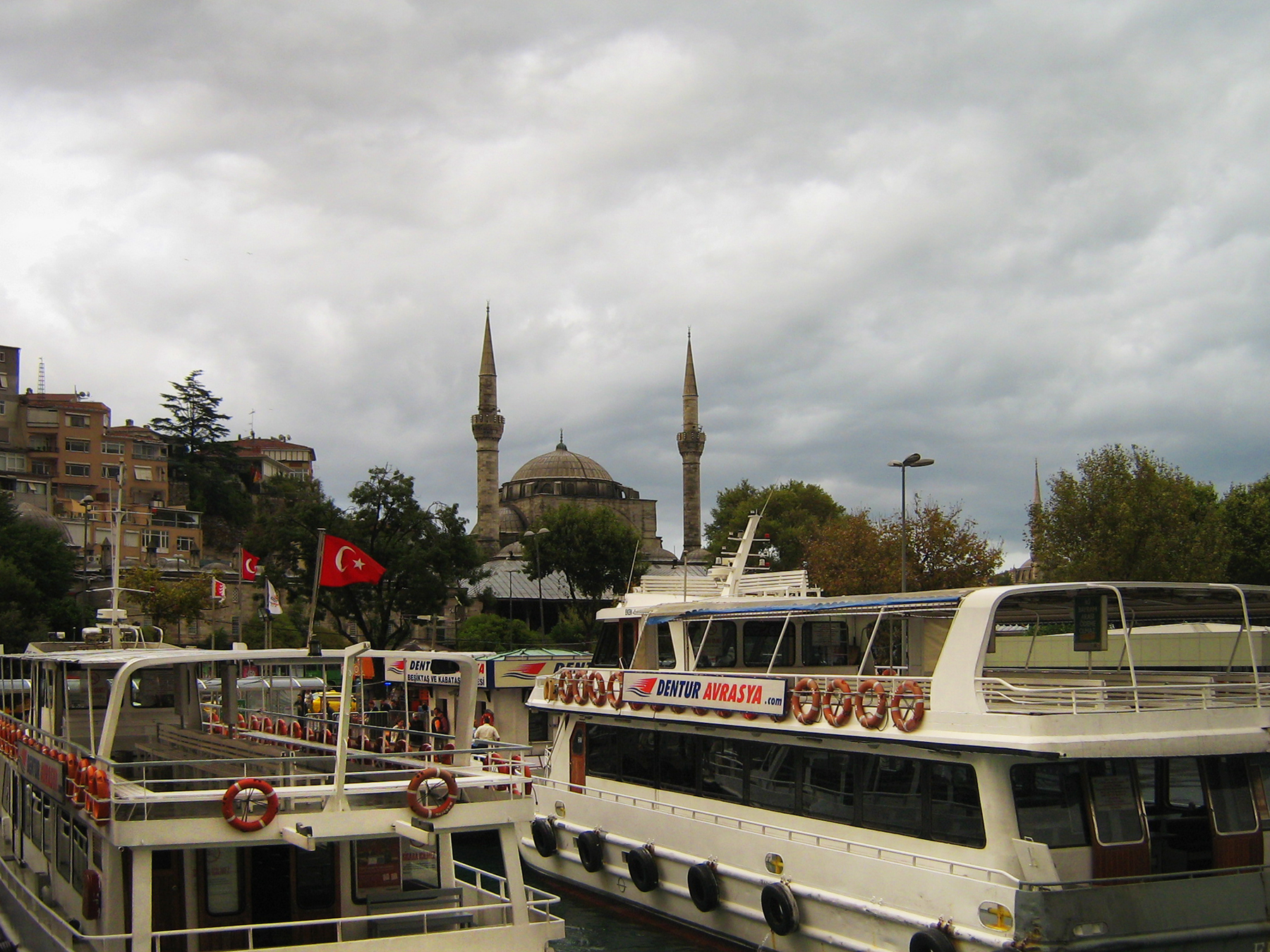
Vista da mesquita desde o cais.

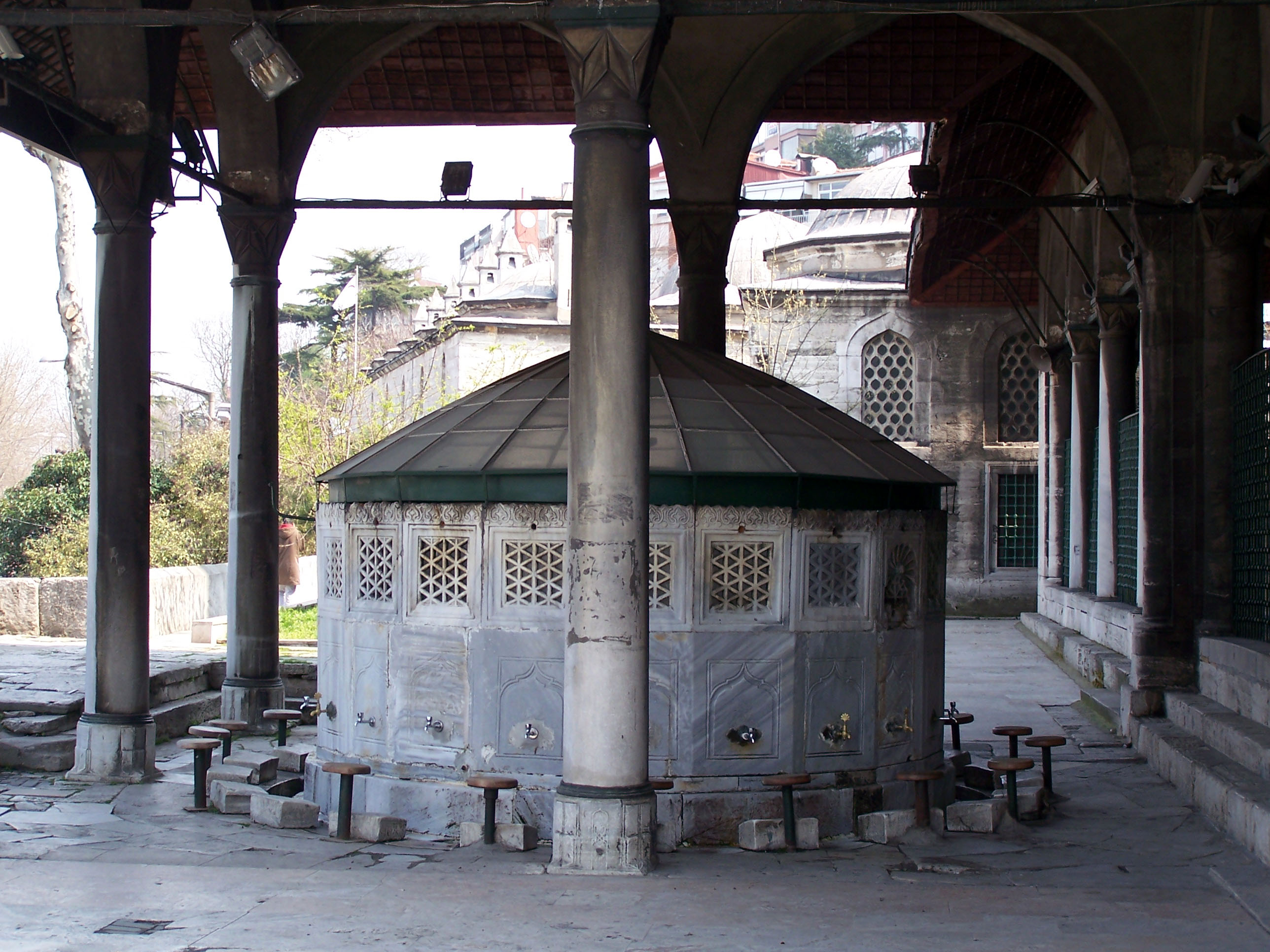
O şadırvan (fonte de abluções da mesquita.

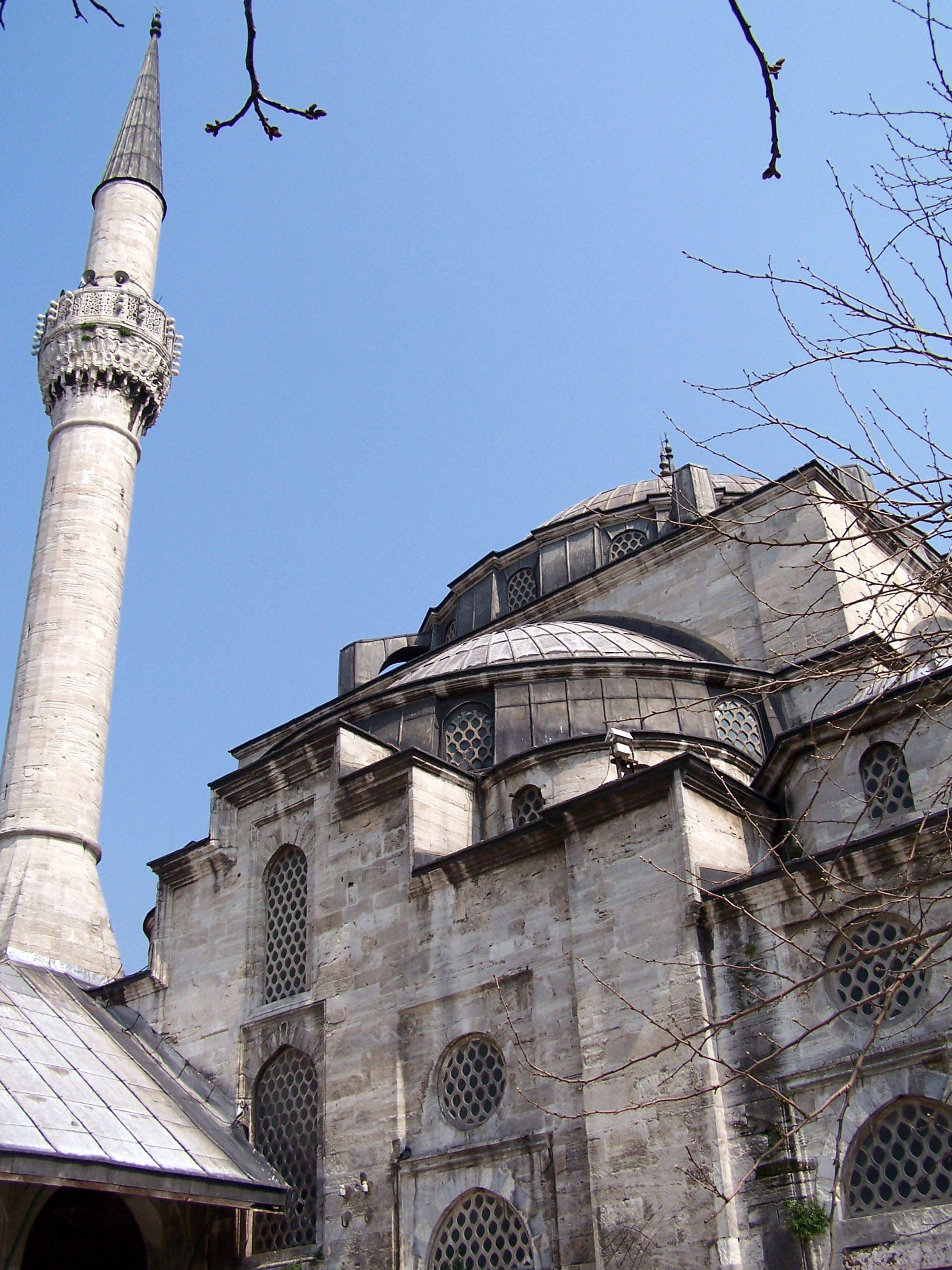

A Mesquita de Mihrimah Sultan (em turco:  Mihrimah Sultan Camii), também conhecida como Mesquita do Cais (İskele Camii) ou Mesquita do Cais de Üsküdar é uma mesquita otomana situada no centro histórico do distrito de Üsküdar, na parte asiática de Istambul, Turquia.
A mesquita é um dos monumentos mais conhecidos de Üsküdar e o seu nome popular deriva do facto de estar situada junto a um cais de ferryboats que fazem a ligação entre as duas margens do Bósforo.

## Descrição
A mesquita é a mais antiga das mesquitas mandadas construir por Mihrimah Sultan, esposa do grão-vizir Rüstem Paşa e filha favorita de sultão Solimão, o Magnífico e de Roxelana. É uma das mesquitas mais antigas desenhada por pelo arquiteto imperial Mimar Sinan e contemporânea de outra das suas inúmeras obras em Istambul, a Mesquita Şehzade. Foi construída entre 1546 e 1548 e faz parte dum complexo (külliye) que incluia uma enfermaria, uma sıbyan mektebi (escola primária corânica, um hamam (balneário público), um madraçal (escola teológica islâmica) com 16 salas, um tabhane (hospedaria de dervixes) com oito quartos, um estábulo, lojas, um refeitório e um caravançarai.
A mesquita encontra-se numa encosta da Praça Iskele ("do cais") e tem uma planta retangular, com o eixo orientado a noroeste-sudeste. A entrada faz-se por um portal situado a noroeste, o qual se encontra no centro de um pórtico com cinco partes, cada uma delas coberta por uma cúpula. O pórtico aberto é suportado por seis colunas. Há ainda uma segunda arcada ogival suportada em colunas relativamente finas, que se estende sobre a fonte praticamente circular com 20 lados, situada em frente à entrada da mesquita. No portal há uma inscrição com a data da sua construção (1547) e que nomeia Mihrimah e Solimão como patronos da mesquita.
Sinan experimentou uma nova solução estrutural, que consistiu em usar três semicúpulas em três dos lados da cúpula principal. Foi a primeira vez que Sinan usou semicúpulas e o resultado final foi que a organização espacial e estrutural da mesquita não estão muito bem conseguidas. A assimetria na estrutura implicou uma estrutura muito pesada e uma configuração pouco usual na elevação de sudeste, a qual termina abruptamente. O pórtico não se revelou adequado para compensar o efeito da elevação, o que levou à construção da segunda arcada que cobre a fonte. Outra consequência indireta do desenho assimétrico foi que se entra diretamente para a sala de orações, o que diminui a sensação de profundidade espacial. Em contrapartida, ao entrar diretamente, o visitante pode apreciar melhor todo o espaço interior de forma imediata. Sinan não construiu mais nenhuma mesquita com três cúpulas, o que faz da Mesquita de Mihrimah o único exemplo do seu tipo. No entanto, a exploração desta configuração estrutural viria a influenciar trabalhos seus posteriores.
A cúpula que cobre a sala de orações, tem 10 metros de diâmetro e 16 janelas. Juntamente com as três semicúpulas, é suportada por contrafortes gémeos que sobressaem em quatro lados do exterior. Os cantos sul e leste da sala de orações são cobertos por duas cúpulas mais pequenas. A plataforma do almuadem (muezzin mahfili), uma estrutura quadrada situada a sudoeste da entrada, assenta sobre cinco pilares. Do outro lado dessa plataforma, na parede da quibla, a sudoeste do mirabe encontra-se o mimbar. O  mirabe é um nicho de mármore com muqarnas esculpidas na parte superior. O espaço interior é adornado com ornamentos pintados e as janelas superiores e da cúpula têm vitrais. O mimbar e o mirabe, um exemplo da arquitetura clássica otomana, são uma das poucas estruturas mais antigas em que os vestígios do passado foram preservados no lado asiático de Istambul.
A mesquita tem dois minaretes, acessíveis pelas extremidades do pórtico, um no canto norte e outro no canto ocidental da sala de orações. Cada minarete tem apenas um sherefe (sacada) cujos balaústres em pedra apresentam quatro filas de estalactites esculpidas.
No lado nordeste da mesquita encontra-se o antigo madraçal, ocupado atualmente (2010) por uma clínica. Entre o madraçal e a mesquita encontram-se os türbes (mausoléus) do grande-almirante (capitão paxá) e grão-vizir morto em 1605, Cığalazade Yusuf Sinan Paşa, e do grão-vizir morto em 1893, İbrahim Edhem Paşa. A nordeste, leste e sul (traseiras) da mesquita encontra-se um jardim com diversos túmulos, entre os quais se encontram os de dois filhos de Mihrimah, o do almirante Sinanüddin Yusuf Paşa e do filho de Rüstem Paşa, Osman Ağa. A escola primária do complexo situa-se atrás da mesquita, a sudeste. A escola é constituída por um alpendre com cúpula e uma sala de aulas. A tabhane foi destruída por um fogo em 1772. Não restam atualmente quaisquer vestígios do refeitório e do caravançarai.